# God Bless America (Film)

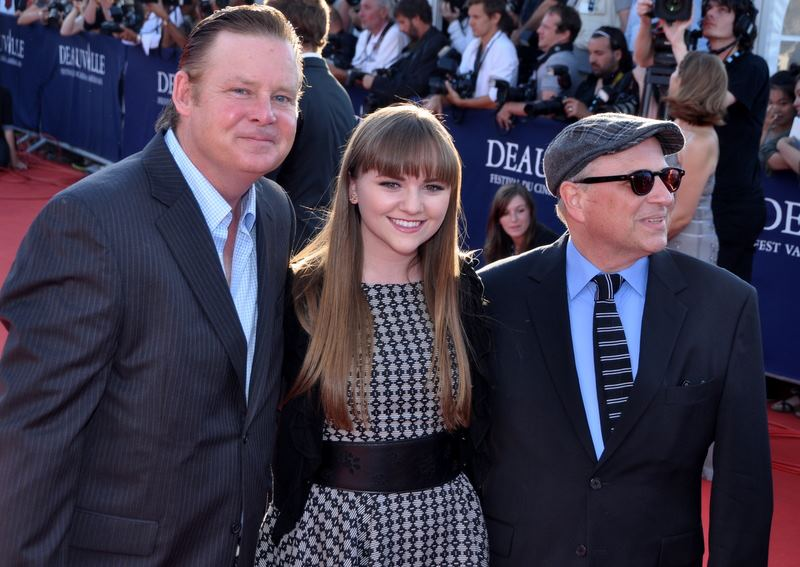
Joel Murray, Tara Lynne Barr und Bobcat Goldthwait promoten den Film "God Bless America" beim Deauville American Film Festival 2012

God Bless America ist eine US-amerikanische schwarze Komödie aus dem Jahr 2011. Regisseur war Bobcat Goldthwait, die Hauptrollen übernahmen Joel Murray und Tara Lynne Barr. Der Film feierte seine Premiere am 9. September 2011 beim Toronto International Film Festival.

## Handlung
Frank ist geschieden und hat kürzlich seinen Job verloren. Als bei ihm auch noch ein unheilbarer Hirntumor diagnostiziert wird, will er sein Leben nicht länger ertragen. Beim Fernsehen beschließt er kurzerhand, einfach Selbstmord zu begehen. Kurz bevor er sich mit einer Pistole das Leben nehmen will, sieht er in einer Reality-TV-Sendung das verwöhnte Teenagermädchen Chloe, das einen Wutanfall hat, weil es zu seinem Geburtstag anstelle eines Cadillac Escalade „nur“ einen Lexus geschenkt bekommt. Frank entschließt sich, die Welt von unhöflichen und nervigen Leuten zu befreien. Insbesondere will er „Stars“ der von ihm verabscheuten Reality-TV-Sendungen töten.
Bei seiner „Mission“ erhält Frank unerwartete Unterstützung durch die Schülerin Roxy, die ihn beim Mord an Chloe beobachtet und sich ihm danach anschließt. Gemeinsam greifen sie unhöfliche Kinobesucher, radikale Christen, Verkehrsteilnehmer, die mit ihrem Auto zwei Parkplätze blockieren, gehässige TV-Moderatoren und die Beteiligten einer Castingshow an.
Später erfährt Frank von seinem Arzt, dass er doch nicht an einem Hirntumor erkrankt ist. Als sich herausstellt, dass Roxy über ihre Familie und Kindheit nicht ehrlich zu ihm war, trennt er sich von ihr. Frank beschafft sich daraufhin eine AK-47, um bei einer Casting-Show Mitarbeiter und Besucher zu töten. Dabei stößt Roxy erneut zu ihm, und beide werden schließlich von den eintreffenden Polizisten erschossen.

## Kritiken
Alex Billington von firstshowing.net vergab 8 von 10 Punkten und urteilte:

“It gets a little preachy at times, making it hard for everyone to enjoy, and repetitive or over-the-top with its mockery of American culture, but I thought it was hilarious. It’s not as good as World’s Greatest Dad, but it’s definitely amusing.”

„Es wird teilweise zu belehrend, was den Genuss für viele erschwert, zudem ist der Film zu wiederholend und übertrieben bei der Verspottung amerikanischer Kultur, aber ich habe mich trotzdem amüsiert. Der Film ist zwar nicht so gut wie World’s Greatest Dad, aber definitiv amüsant.“

Der Kritiker Eric D. Snider der Website film.com lobte Joel Murrays Leistung, vermisste aber eine echte Entwicklung des Protagonisten und vergab die Wertung B−.

“Static characters make poor protagonists — unfortunate, given how fine-tuned and sympathetic Joel Murray’s performance is. I had the same thought when the movie was over that Frank probably has on a regular basis: Is this all there is?”

„Statische Figuren ergeben dürftige Protagonisten – das ist bedauerlich in Anbetracht von Joel Murrays fein abgestimmter, sympathischer Darbietung. Als der Film vorbei war, hatte ich denselben Gedanken, der Frank möglicherweise regelmäßig umtreibt: War das alles, kommt da nichts mehr?“